# 山本町北
山本町北（やまもとちょうきた）は、大阪府八尾市の町名。現行行政地名は山本町北一丁目から山本町北八丁目。住居表示は実施済み。
住居表示実施時に大字山本と周辺の大字の地名を変更し、山本町、山本町南、山本高安町などとともに成立した地名である。
住居表示実施直前の地名は大字山本のほか、大字中野の一部（現在の一丁目と二丁目西側の一部）を含む。

## 歴史概要
令制国一覧 > 畿内 > 河内国 > 若江郡 > 山本新田
大和川の川違えとその後の新田開発によってできた地域である。昭和時代になると住友会所の近くから北へ約1kmの範囲で住宅開発が行われ、その北の当地へ女学校が誘致され、女学校の北へ小学校が移転した。その後学校の周囲も住宅地化し、大阪郊外のベッドタウンとして発展した。

## 地理
近鉄山本駅の北側約1kmのところから北へは東大阪市境まで南北に細長い地域であり、玉串川に沿いに位置する。基本的に閑静な住宅地である。

## 世帯数と人口
2020年（令和2年）3月31日現在（八尾市発表）の世帯数と人口は以下の通りである。
| 丁目           | 世帯数    | 人口    |
| -------------- | --------- | ------- |
| 山本町北一丁目 | 36世帯    | 89人    |
| 山本町北二丁目 | 228世帯   | 485人   |
| 山本町北三丁目 | 257世帯   | 526人   |
| 山本町北四丁目 | 143世帯   | 338人   |
| 山本町北五丁目 | 165世帯   | 377人   |
| 山本町北六丁目 | 308世帯   | 580人   |
| 山本町北七丁目 | 373世帯   | 638人   |
| 山本町北八丁目 | 232世帯   | 430人   |
| 計             | 1,742世帯 | 3,463人 |

### 人口の変遷
国勢調査による人口の推移。
| 1995年（平成7年）  | 4,556人 | [ 5 ] |  |
| 2000年（平成12年） | 4,470人 | [ 6 ] |  |
| 2005年（平成17年） | 4,196人 | [ 7 ] |  |
| 2010年（平成22年） | 3,978人 | [ 8 ] |  |
| 2015年（平成27年） | 3,659人 | [ 9 ] |  |

### 世帯数の変遷
国勢調査による世帯数の推移。
| 1995年（平成7年）  | 1,687世帯 | [ 5 ] |  |
| 2000年（平成12年） | 1,752世帯 | [ 6 ] |  |
| 2005年（平成17年） | 1,726世帯 | [ 7 ] |  |
| 2010年（平成22年） | 1,687世帯 | [ 8 ] |  |
| 2015年（平成27年） | 1,601世帯 | [ 9 ] |  |

## 学区
市立小・中学校に通う場合、学区は以下の通りとなる（2020年5月時点）。
| 丁目           | 番   | 小学校               | 中学校               |
| -------------- | ---- | -------------------- | -------------------- |
| 山本町北一丁目 | 全域 | 八尾市立山本小学校   | 八尾市立上之島中学校 |
| 山本町北二丁目 | 全域 | 八尾市立山本小学校   | 八尾市立上之島中学校 |
| 山本町北三丁目 | 全域 | 八尾市立山本小学校   | 八尾市立上之島中学校 |
| 山本町北四丁目 | 全域 | 八尾市立山本小学校   | 八尾市立上之島中学校 |
| 山本町北五丁目 | 全域 | 八尾市立山本小学校   | 八尾市立上之島中学校 |
| 山本町北六丁目 | 全域 | 八尾市立山本小学校   | 八尾市立上之島中学校 |
| 山本町北七丁目 | 全域 | 八尾市立北山本小学校 | 八尾市立桂中学校     |
| 山本町北八丁目 | 全域 | 八尾市立北山本小学校 | 八尾市立桂中学校     |

## 事業所
2016年（平成28年）現在の経済センサス調査による事業所数と従業員数は以下の通りである。
| 丁目           | 事業所数  | 従業員数 |
| -------------- | --------- | -------- |
| 山本町北一丁目 | 10事業所  | 69人     |
| 山本町北二丁目 | 8事業所   | 44人     |
| 山本町北三丁目 | 24事業所  | 64人     |
| 山本町北四丁目 | 16事業所  | 54人     |
| 山本町北五丁目 | 11事業所  | 105人    |
| 山本町北六丁目 | 9事業所   | 34人     |
| 山本町北七丁目 | 22事業所  | 111人    |
| 山本町北八丁目 | 27事業所  | 74人     |
| 計             | 127事業所 | 555人    |

## 施設
- 大阪府立山本高等学校（一丁目）
- 八尾市立山本小学校（二丁目）
- 八尾山本北郵便局（三丁目）
- 聖光幼稚園（五丁目）
- 八尾警察署北山本交番（五丁目）
- 八尾山本7郵便局（七丁目）
- 北山本団地（七丁目）

## その他

### 日本郵便
- 郵便番号 : 581-0831[2]（集配局：八尾郵便局[12]）。